# Lägerstelle
Eine Lägerstelle ist ein Ort, wo sich das Vieh sehr häufig aufhält, z. B. um Alphütten und Ställe, an Tränken sowie an Stellen, wo das Vieh lagert. An diesen Orten wird durch das Vieh und seine Exkremente eine große Menge an Stickstoff in den Boden gebracht. Dadurch können sich dichte und artenarme Bestände von großwüchsigen Pflanzenarten bilden, z. B. Alpen-Ampfer. Die Vegetation an den Lägerstellen kann aufgrund ihrer Wuchsform mit großblättrigen, hochwüchsigen Stauden den Hochstaudenfluren zugeordnet werden.